# PGA 유러피언 투어
PGA 유러피언 투어(-European Tour)는 남자 유럽 골퍼의 프로 골프 협회이며, 유럽 각지를 돌아가며 개최되는 남자 골프 투어의 명칭이다.